# 李翰 (設計師)
李翰，台灣插畫家，也是舉牌小人的創作者。2005年自倫敦中央聖馬丁大學平面設計系畢業，2009年於倫敦創立翰你設計（Haniboi），其創作領域涵蓋插畫、平面設計、乃至於商品，同時也舉辦各種活動與計畫。2021年出版新書《中山伴遊郎》。
李翰曾與Puma、Levi’s、Adidas等品牌合作插畫作品，亦曾與日本選貨店舖Beams推出聯名作品。由李翰一手打造的舉牌小人，曾於台中勤美誠品，台北和台南的新光三越舉辦特展，2014年台北市政府「好運台北」活動中，於捷運忠孝復興站展出的「UP！UP！月台」舉牌小人大型互動式看板。

## 創作領域
李翰的作品跨足插畫、商品設計與音樂，幽默與豐富是作品中最重要的兩個元素。繼舉牌小人後，李翰於2016年再推出新創作快樂胯下。同年，他與臥房音樂製作者社團 Beatmaker Taipei 合作，推出結合音樂與影像的平台「Beats on Eyes」。

## 經歷

### 設計作品
- 白晝之夜 南港通電 - 台電修護處 台電 logo 翻玩創作 (2020年)
- 台灣設計研究院防災教育桌遊 保持冷靜 卡牌創作 (2020年)
- Toyota x UPUP舉牌小人 - 未來交通展 (2019年)
- 騰訊99公益日 x UPUP舉牌小人 - 小紅花線上遊戲 (2018年)
- 搞鬼版金牌台灣啤酒 x UPUP舉牌小人 -限量版搞鬼罐（2017年）
- 日本 Paul Smith x Summer Sonic 2017 x Haniboi T-shirt （2017年）
- 快樂胯下 HappyCrotchX香港Unbox - 搪膠公仔（2016年）
- IKEA Taiwan x 插畫家李翰 (2013年)
- UNIQLO x UPUP舉牌小人貼圖 (2013年)
- 國慶T恤「10×10舉牌小人站出來，百人國慶Enjoy」百人刷潮T國慶特別活動 (2013年)

### 獎項
- 國際平面設計雜誌 IdN評選 五十大設計師 (50 most wanted designer)

### 展覽
- 台北國際車展 Toyota 《 Future forward 》( 2019年 )
- 上海恆基名人購物中心《UPUP舉牌小人展》（2017年）
- 《香港國際授權展》（2017年）
- 《搖擺吧！動物們 - 藝術設計展》（2016年）
- 《香港V city動感Summer Up》（2015年）
- 《安所樂設計展》（2015年）
- 《舉牌小人迎新PARTY特展》（2014年）
- 《桃園國際動漫大展》（2014年）
- 《【upup舉牌小人】勤美×綠圈圈-夏日藝術季》（2013年）
- 《『不斷電』李翰 Haniboi 個展》（2012年）
- 《李翰的「內個」展》（2011-2012年）

### 音樂
- 《Beats on Eyes》（2016年-）
- 《2016台北周末音樂不斷電》（2016年）
- 《高雄音樂祭「大港開唱」空氣吉他大賽》主辦人（2013年）
- 《 快樂胯下首張專輯 》( 2018 年 )

### 講座
- 《台北音樂設計節--為什麼再忙也要做Side Project？ - 加點音樂主辦》 ( 2018年)
- 《舉牌小人之英語學習這條路 - 大葉大學主辦》 ( 2016年)
- 《名家講座--舉牌小人．亞洲風行／李翰 - 桃園市政府主辦》 ( 2014年)
- 《舉牌小人設計思考 - 工商時報Ｘ第一銀行主辦》(2014年)
- 《Let's ART 眾藝講座》(2013年)
- 《分享一個舉牌小人的創作故事 - 國立臺北教育大學人文藝術學院主辦》 ( 2013年)
- 《學學設計師交流之夜》( 2013年)

## 新聞報導
- 舉牌小人之父，有靈感在腦中就要實現的創作者 ─ 李翰 （页面存档备份，存于）（FLiPER）
- 妞專訪：舉牌小人也有愛恨情仇？設計師李翰的插畫異想 （页面存档备份，存于）（妞新聞）
- 設計師創業篇：舉牌小人告訴你「做創意、做生意」有什麼差別 （页面存档备份，存于）（商業洞察）
- 設計師李翰 聊舉牌小人 （页面存档备份，存于）（中時電子報）
- haniboi／李翰：創業就是分工並記好帳，很多財務的事情都可以解決。 （页面存档备份，存于）（shopping design）
- 教部舉牌小人廣告 涉抄襲 （页面存档备份，存于）（蘋果日報）
- 可愛舉牌小人創作者現身　盼它當為設計之都吉祥物 （页面存档备份，存于）（今日新聞網）
- 「舉牌小人」爆紅！　臉書瘋傳破30萬次 （页面存档备份，存于）（TVBS新聞）

## 外部連結
- （页面存档备份，存于）
- 李翰的Facebook專頁（快樂胯下facebook）
- 李翰的Instagram帳戶（快樂胯下instagram）
- UP UP舉牌小人官網 （页面存档备份，存于）
- 李翰的Facebook專頁（舉牌小人facebook）
- 李翰的Instagram帳戶（haniboi.tw instagram）
- （页面存档备份，存于） (李翰的音樂作品)
- （页面存档备份，存于） (李翰設計作品)

1. ↑  . FLiPER - 生活藝文誌. 2015-08-06  [2023-11-13]. （原始内容存档于2019-05-20） （中文（臺灣））.
2. ↑  回應, Meeli // 2023 年 05 月 13 日 at 20:53:49 //. . 加點音樂誌. 2018-06-28  [2023-11-13]. （原始内容存档于2023-11-13） （中文（臺灣））.
3. ↑  . 2014-12-15  [2023-11-13]. （原始内容存档于2023-11-13） （中文（臺灣））.
4. ↑  Nast, Condé. . Vogue Taiwan. 2021-10-27  [2023-11-13]. （原始内容存档于2023-11-13） （中文（臺灣））.
5. ↑  回應, Meeli // 2023 年 05 月 13 日 at 20:53:49 //. . 加點音樂誌. 2018-06-28  [2023-11-13]. （原始内容存档于2023-11-13） （中文（臺灣））.
6. ↑  . T客邦. 2016-08-09  [2023-11-13]. （原始内容存档于2023-11-13） （中文（臺灣））.
7. ↑  林文煌. . 中時新聞網. 2014-04-24  [2023-11-13]. （原始内容存档于2023-11-13）.
8. ↑  臺北市政府研究發展考核委員會. . 臺北市政府研究發展考核委員會. 2014-05-23  [2023-11-13]. （原始内容存档于2023-11-13）.
9. ↑  . Motioner 二棲知學｜做你設計路上的學習嚮導.   [2023-11-16]. （原始内容存档于2023-11-16） （中文（臺灣））.